# 西武B1形蓄電池機関車
西武B1形蓄電池機関車（せいぶB1がたちくでんちきかんしゃ）は、かつて西武鉄道山口線で運用された蓄電池機関車である。
1両（1）のみ存在していた。

## 概要
1950年（昭和25年）、多摩湖ホテル前駅とユネスコ村駅を結ぶ単線「おとぎ線」が開通する。この時点ではを「おとぎ列車」という名称の遊戯施設で軌間762mmの「軽便鉄道」であった。この「おとぎ列車」用の機関車として製造されたのがB1形である。1952年（昭和27年）、おとぎ線が地方鉄道法に基づく地方鉄道に転換し、山口線と改称した後も引き続き運用された。
B1形は1950年西武鉄道保谷電車区製。やや丸みを帯びた凸形の車体であった。機関は日立製作所製のモーター（8PS）を2基であり、これをユアサバッテリー製のバッテリー（60V）2基で動かしていた。
1978年、5形蒸気機関車の導入に伴い、廃車される。

## 主要諸元
- 全長：4,530mm
- 全幅：1,720mm
- 全高：2,450mm
- 重量：7.0t
- 電気方式：蓄電池60V×2
- 軸配置：B